# Diederick Koopal
Diederick Koopal (Groningen, 1963) is een Nederlands filmregisseur en reclamemaker.
Koopal groeide op in Gouda, en studeerde daarna Rechten in Groningen. Vanwege een oproep voor militaire dienstplicht werd de studie afgebroken. Tijdens deze periode volgde hij een opleiding copywriting. In 1988 ging hij aan de slag als junior copy-writer.
De reclame van 'Rolo met de olifant' haalde in 1996 de trofee Gouden Loeki. Koopal had hieraan bijgedragen als copy-writer. Met twee compagnons richtte hij in 1999 het reclamebureau NeBoKo op.  Het bedrijf verwierf bekendheid nadat zij het biermerk Heineken als klant binnenhaalden. Het bedrijf heeft daarna meerdere prijzen gewonnen van vakjury's voor de reclamecampagnes van Albert Heijn (supermarktmanager) en Heineken (skileraar, biertjuh?). Hij was medeverantwoordelijk als copywriter, en regisseur van de reclamespotjes.
Vanaf 2008 trok hij zich geleidelijk terug uit de reclamewereld, om zich meer te richten op het regisseren van bioscoopfilms. Zijn debuutfilm was De Marathon in 2012. In 2015 regisseerde hij Bloed, zweet & tranen een film over het leven van André Hazes. Koopal had als reclamemaker in 1999 kennisgemaakt met Hazes. Een reclamespotje voor Unox knakworstjes  werd bij Hazes thuis in Vinkeveen opgenomen.

## Filmografie
Scenarioschrijver:
- 1989: Elcker

Regisseur:
- 2012: De Marathon[8]
- 2015: Bloed, zweet & tranen[9]

- International Standard Name Identifier: 0000 0004 2307 9014
- Nederlandse Thesaurus van Auteursnamen: 355092042
- Virtual International Authority File: 305805057
- WorldCat: E39PBJgRVybgTgmcBXTMJxFxjC